# کیت والش (خواننده)
کیت والش (انگلیسی: Kate Walsh؛ زادهٔ ۲۰ فوریهٔ ۱۹۸۳) یک موسیقی‌دان است.